# Saison 1933-1934 de la Juventus FC
Maillots
Chronologie
Saison précédente Saison suivante
La saison 1933-1934 du Foot-Ball Club Juventus est la trente-deuxième de l'histoire du club, créé trente-sept ans plus tôt en 1897.
Le club piémontais prend part ici à la 34e édition du championnat d'Italie (5e de Serie A), ainsi qu'à la 8e édition de la Coupe d'Europe centrale.

## Historique
Durant cette nouvelle saison, le club triple champion du FBC Juventus du président Edoardo Agnelli, avec sur son banc Carlo Carcano, essaye de garder sa domination sur le football italien.
Le siège de la société change d'adresse, en passant du Corso Marsiglia à la Via Bogino, 12.
Pour renforcer l'effectif, la société fait l'acquisition de seulement trois joueurs : le portier Cesare Valinasso, le milieu Teobaldo Depetrini, ainsi que de l'attaquant Marcello Mihalich.
En fin de saison dernière, le club inaugurait son nouveau stade de 65 000 places, le Stadio Benito Mussolini (aujourd'hui Stadio olimpico di Torino) en Coupe d'Europe centrale 1934, sans y jouer un match de championnat, et c'est durant cette saison que leur nouvelle arène accueillit la Serie A.
En pleine période du Quinquennat d'or, la Juventus commence sa saison de Serie A 1933-1934 à la fin de l'été.

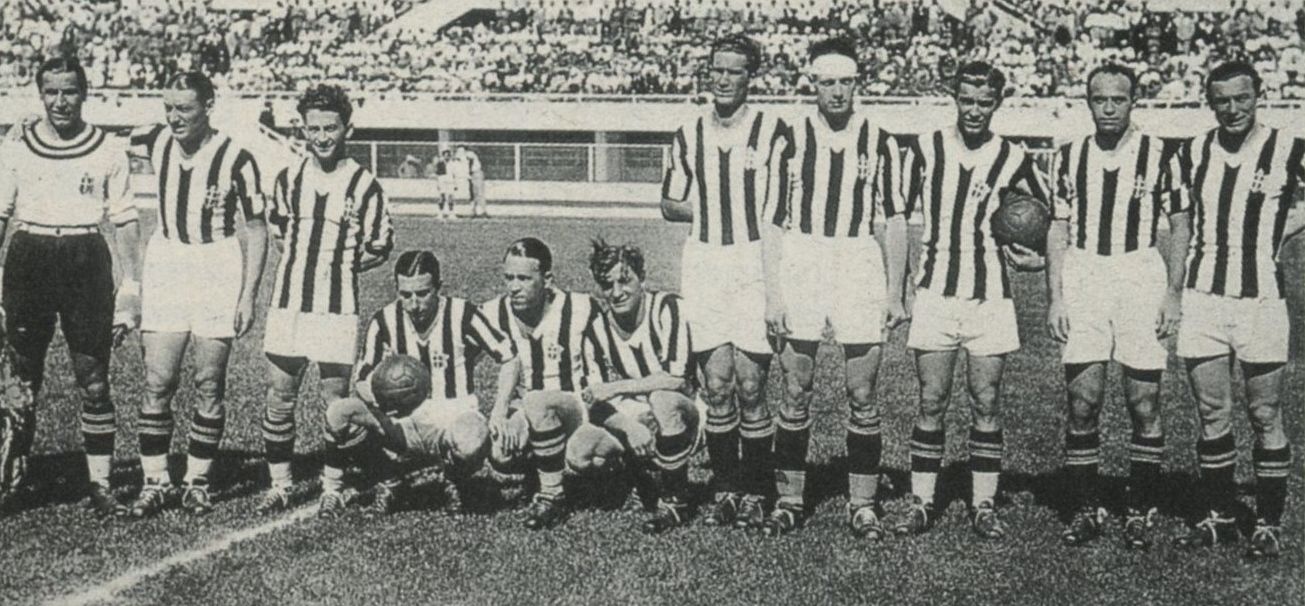
Les bianconeri champions d'Italie et demi-finalistes de la Coupe d'Europe centrale

Ce fut le dimanche 10 septembre 1933 que le Foot-Ball Club Juventus commença sa saison, lors d'une victoire à domicile 4-1 contre Livourne, grâce à des buts de Sernagiotto, Borel (doublé) et Cesarini, puis sur une défaite 2 à 1 (but juventino de Cesarini) la semaine suivante contre Alexandrie. La Juve enchaîne ensuite avec 4 victoires de rang (dont un 6-1 et un 4-0) avant d'être stoppée dans sa lancée le 29 octobre à cause d'un but un but partout (réalisation de Borel) contre Triestina. Trois semaines plus tard, Madame perd son match contre ses rivaux lombards de l'Ambrosiana-Inter par 3 buts à 2 (malgré des réalisations de Borel et Varglien I), mais inflige la semaine d'après une humiliation historique au Genova, un 8 buts à 1 à Turin (grâce à un festival de Cesarini, Borel, Orsi et Ferrari). Les Piémontais terminent ensuite cette année 1933 avec 2 victoires, 2 matchs nuls et une défaite. Pour la première confrontation de la nouvelle année, le club juventino s'impose chez lui contre Pro Vercelli 3-0 avec un doublé de Borel puis un but de Varglien II. Pour le premier match de la phase retour, le club se déplace à Livourne mais se sépare des Ligures sur un score vierge. Un mois plus tard, le dimanche 18 février, les bianconeri remportent leur derby de Turin au Stadio Filadelfia sur le score de 2 buts à 1 (réalisations de Borel et Varglien II) puis enchaîne avec deux nuls et deux victoires au 18 mars. À partir du jeudi 29 mars, plusieurs matchs sont avancés pour les besoins du mondial de football de 1934, censé se disputer à la fin du mois de mai, ce qui changea quelque peu le calendrier. Ce changement de programme ne perturba pourtant pas les bianconeri qui ne furent plus battus de la saison. Avec bien que quelques matchs nuls, le club ne remporta en cette fin de championnat que des succès importants, dont notamment un 5-1 contre Padoue la 33e journée (les buteurs furent Ferrari, Borel, Orsi et Sernagiotto pour la Juve), un 4-0 contre le Milan la 30e journée (grâce à Ferrari, Borel et Sernagiotto), ou encore un 2-0 à Rome pour son dernier match de la saison contre la Lazio au Stadio Nazionale del P.N.F., avec des buts d'Orsi et de Borel (qui finit meilleur buteur de cette Serie A 1933-1934 pour la seconde fois d'affilée, avec 31 buts).
Dominant totalement le football du pays, la Juventus, grâce à ses 53 points (4 de plus que son dauphin milanais de l'Ambrosiana-Inter) acquis avec ses 23 victoires et 7 nuls, devient pour la quatrième fois d'affilée championne d'Italie, nouveau record en la matière.

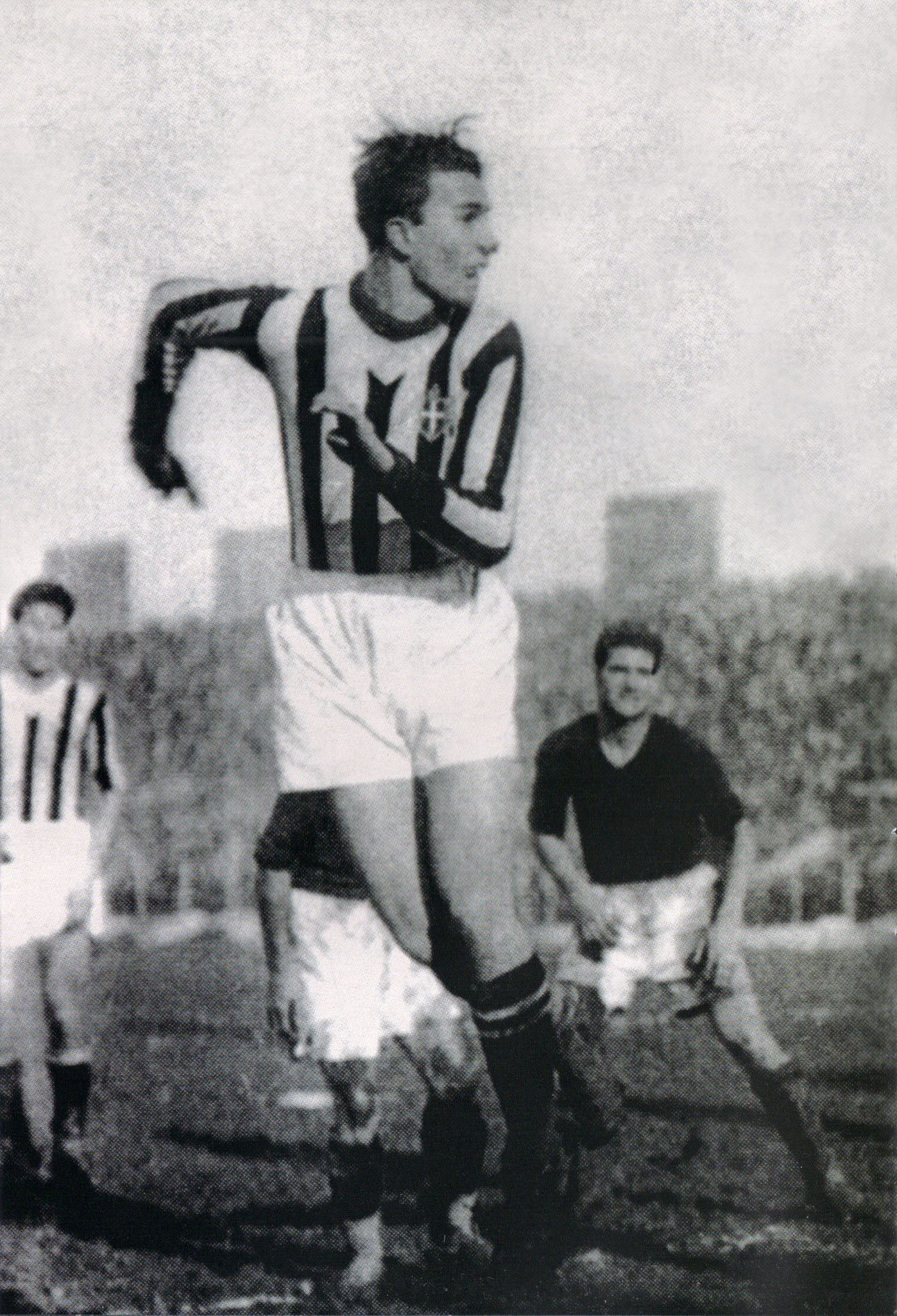
Le jeune Felice Placido Borel, pour la 2e fois consécutive meilleur buteur du championnat d'Italie.

Durant cette saison, la Dame de Turin devient alors le « club de l'Italie », grâce surtout au grand nombre de joueurs décisifs bianconeri en sélection d'Italie lors des victoires en coupe internationale 1933-1935, restée dans la mémoire collective italienne, favorisant ce phénomène de «nationalisation», identité nationale à travers le sport ayant permis un développement de la sélection.
Les joueurs de la Juventus qui participèrent à la coupe du monde 1934 en Italie sont :
- Gianpiero Combi, Virginio Rosetta, Luigi Bertolini, Felice Borel II, Umberto Caligaris, Giovanni Ferrari, Luis Monti, Raimundo Orsi et Mario Varglien I (en tout 9 joueurs dont 5 titulaires).

La Squadra Azzurra, vainqueur de ce mondial, fut alors surnommée la Nazio-Juve.
Après l'aventure mondiale juventina, le portier Gianpiero Combi, champion du monde avec les azzurri, quitte le club turinois après 11 ans passés dans l'effectif, prenant par la même occasion sa retraite.
À la fin de la saison, le club bianconero prend part à la Coupe d'Europe centrale. La Juve, qui reste bloquée au stade des demi-finales depuis deux ans, entame la compétition en 8e-de-finale contre les tchécoslovaques du FK Teplice le 17 juin 1934. Le club du Piémont s'impose finalement 4 buts à 2 à l'aller (avec des buts de Borel et Ferrari ainsi qu'un doublé de Cesarini) puis 1 but à 0 au retour (grâce à un but de Varglien II). Qualifié pour les quarts-de-finale, l'effectif bianconero se rend tout d'abord à Budapest au Megyeri úti stadion pour affronter les Hongrois de l'Újpest Football Club comme la saison dernière, puis s'impose à l'extérieur 3 à 1 (réalisations de Ferrari et de Borel), avant de le retour du 8 juillet à Turin où les deux clubs se séparent sur le score de un partout (but juventino de Borel). Ayant toujours bien réussis contre les équipes hongroises, la Juventus butte en revanche toujours contre les clubs autrichiens. En demi-finale, c'est à nouveau un club viennois qui croise la route de la Juventus, l'Admira Vienne, et c'est à nouveau une défaite qui attend le club à la suite d'un 3 buts à 1 (malgré un but juventino d'Orsi) suivit d'une victoire 2-1 à Gênes (avec des buts de Borel et d'Orsi) au retour, insuffisante à la différence de buts pour faire passer les Turinois en finale.
Felice Borel termine cette saison meilleur buteur du club avec ses 36 buts toutes compétitions confondues (dont 31 en championnat), renforçant ainsi son statut de buteur du club.

## Déroulement de la saison

### Résultats en championnat
- Phase aller

| dimanche 10 septembre 1933 1re journée | Juventus                                       | 4 - 1 | Livourne   | Stadio Benito Mussolini, Turin 15h30 Arbitre : Carminati |
| dimanche 10 septembre 1933 1re journée | Sernagiotto 19e · Borel 60e 61e · Cesarini 77e |       | 68e Busoni | Stadio Benito Mussolini, Turin 15h30 Arbitre : Carminati |

| dimanche 17 septembre 1933 2e journée | Alexandrie                  | 2 - 1 | Juventus     | Stadio del Littorio, Alexandrie 15h30 Arbitre : Ciamberlini |
| dimanche 17 septembre 1933 2e journée | Riccardi 11e · Cattaneo 75e |       | 53e Cesarini | Stadio del Littorio, Alexandrie 15h30 Arbitre : Ciamberlini |

| dimanche 24 septembre 1933 3e journée | Juventus                                                                 | 6 - 1 | Casale     | Stadio Benito Mussolini, Turin 15h30 Arbitre : Carcano |
| dimanche 24 septembre 1933 3e journée | Sernagiotto 23e · Monti 28e · Cesarini 35e · Borel 60e · Ferrari 64e 75e |       | 4e Cornara | Stadio Benito Mussolini, Turin 15h30 Arbitre : Carcano |

| dimanche 1er octobre 1933 4e journée | Roma                     | 2 - 3 | Juventus          | Campo Testaccio, Rome 15h00 Arbitre : Caironi |
| dimanche 1er octobre 1933 4e journée | Guaita 2e · Scopelli 41e |       | 36e 46e 85e Borel | Campo Testaccio, Rome 15h00 Arbitre : Caironi |

| dimanche 8 octobre 1933 5e journée | Juventus                                                 | 4 - 0 | Torino | Stadio Benito Mussolini, Turin 15h00 Arbitre : Barlassina |
| dimanche 8 octobre 1933 5e journée | Cesarini 12e · Ferrari 37e · Borel 47e · Sernagiotto 90e |       |        | Stadio Benito Mussolini, Turin 15h00 Arbitre : Barlassina |

| dimanche 15 octobre 1933 6e journée | Palerme | 0 - 1     | Juventus | Stadio Littorio, Palerme 15h00 Arbitre : Melandri |
| dimanche 15 octobre 1933 6e journée |         | 32e Borel |          | Stadio Littorio, Palerme 15h00 Arbitre : Melandri |

| dimanche 29 octobre 1933 7e journée | Juventus  | 1 - 1 | Triestina   | Stadio Benito Mussolini, Turin 15h00 Arbitre : Bevilacqua |
| dimanche 29 octobre 1933 7e journée | Borel 16e |       | 46e Palumbo | Stadio Benito Mussolini, Turin 15h00 Arbitre : Bevilacqua |

| mercredi 1er novembre 1933 8e journée | Naples                           | 2 - 0 | Juventus | Stadio Partenopeo, Naples 14h30 Arbitre : Bonivento |
| mercredi 1er novembre 1933 8e journée | Vojak 26e (pen.) · Buscaglia 61e |       |          | Stadio Partenopeo, Naples 14h30 Arbitre : Bonivento |

| dimanche 5 novembre 1933 9e journée | Juventus                                                           | 5 - 0 | Fiorentina | Stadio Benito Mussolini, Turin 14h30 Arbitre : Scorzoni |
| dimanche 5 novembre 1933 9e journée | Varglien II 15e · Pizziolo 59e (csc) · Borel 69e 71e · Ferrari 86e |       |            | Stadio Benito Mussolini, Turin 14h30 Arbitre : Scorzoni |

| dimanche 12 novembre 1933 10e journée | Ambrosiana-Inter                       | 3 - 2 | Juventus                   | Stadio San Siro, Milan 14h30 Arbitre : Dattilo |
| dimanche 12 novembre 1933 10e journée | Meazza 47e · Frione 61e · Levratto 85e |       | 49e Borel · 67e Varglien I | Stadio San Siro, Milan 14h30 Arbitre : Dattilo |

| dimanche 19 novembre 1933 11e journée | Juventus                                                         | 8 - 1 | Genova    | Stadio Benito Mussolini, Turin 14h30 Arbitre : Caironi |
| dimanche 19 novembre 1933 11e journée | Cesarini 4e 87e 90e · Borel 43e 58e · Orsi 62e 71e · Ferrari 70e |       | 12e Patri | Stadio Benito Mussolini, Turin 14h30 Arbitre : Caironi |

| dimanche 26 novembre 1933 12e journée | Juventus                         | 5 - 1 | Brescia    | Stadio Benito Mussolini, Turin 14h30 Arbitre : Salvagno |
| dimanche 26 novembre 1933 12e journée | Orsi 40e 67e · Borel 49e 66e 69e |       | 44e Perini | Stadio Benito Mussolini, Turin 14h30 Arbitre : Salvagno |

| dimanche 10 décembre 1933 13e journée | Milan                                 | 3 - 1 | Juventus     | Stadio San Siro, Milan 14h30 Arbitre : Bertoli |
| dimanche 10 décembre 1933 13e journée | Moretti 1re 74e · Caligaris 60e (csc) |       | 16e Cesarini | Stadio San Siro, Milan 14h30 Arbitre : Bertoli |

| jeudi 21 décembre 1933 14e journée | Bologne                      | 2 - 2 | Juventus                    | Stadio Littoriale, Bologne 14h30 Arbitre : Bevilacqua |
| jeudi 21 décembre 1933 14e journée | Montesanto 67e · Fedullo 80e |       | 43e Bertolini · 58e Ferrari | Stadio Littoriale, Bologne 14h30 Arbitre : Bevilacqua |

| dimanche 24 décembre 1933 15e journée | Juventus                       | 2 - 2 | Lazio              | Stadio Benito Mussolini, Turin 14h30 Arbitre : Mazza |
| dimanche 24 décembre 1933 15e journée | Monti 40e · Bertagni 74e (csc) |       | 5e 84e Fantoni III | Stadio Benito Mussolini, Turin 14h30 Arbitre : Mazza |

| dimanche 31 décembre 1933 16e journée | Padoue     | 1 - 2 | Juventus                    | Stadio Silvio Appiani, Padoue 14h30 Arbitre : Caironi |
| dimanche 31 décembre 1933 16e journée | Busini 20e |       | 21e Sernagiotto · 45e Borel | Stadio Silvio Appiani, Padoue 14h30 Arbitre : Caironi |

| dimanche 7 janvier 1934 17e journée | Juventus                        | 3 - 0 | Pro Vercelli | Stadio Benito Mussolini, Turin 14h30 Arbitre : Mazzarini |
| dimanche 7 janvier 1934 17e journée | Borel 50e 89e · Varglien II 62e |       |              | Stadio Benito Mussolini, Turin 14h30 Arbitre : Mazzarini |

- Phase retour

| dimanche 14 janvier 1934 18e journée | Livourne | 0 - 0 | Juventus | Stadio Edda Ciano Mussolini, Livourne 14h30 Arbitre : Melandri |
| dimanche 14 janvier 1934 18e journée |          |       |          | Stadio Edda Ciano Mussolini, Livourne 14h30 Arbitre : Melandri |

| dimanche 21 janvier 1934 19e journée | Juventus                                | 3 - 1 | Alexandrie   | Stadio Benito Mussolini, Turin 14h30 Arbitre : Barlassina |
| dimanche 21 janvier 1934 19e journée | Ferrari 43e · Borel 55e · Depetrini 72e |       | 80e Cattaneo | Stadio Benito Mussolini, Turin 14h30 Arbitre : Barlassina |

| dimanche 28 janvier 1934 20e journée | Casale | 0 - 3                                  | Juventus | Stade Natale Palli, Casale Monferrato 14h30 Arbitre : Carraro |
| dimanche 28 janvier 1934 20e journée |        | 5e Borel · 15e Depetrini · 68e Ferrari |          | Stade Natale Palli, Casale Monferrato 14h30 Arbitre : Carraro |

| dimanche 4 février 1933 21e journée | Roma                                      | 3 - 1 | Juventus     | Stadio Benito Mussolini, Turin 14h30 Arbitre : Melandri |
| dimanche 4 février 1933 21e journée | Borel 14e · Varglien II 27e · Ferrari 83e |       | 47e Scopelli | Stadio Benito Mussolini, Turin 14h30 Arbitre : Melandri |

| dimanche 18 février 1934 22e journée | Torino | 1 - 2 | Juventus                    | Stadio Filadelfia, Turin 15h00 Arbitre : Bevilacqua |
| dimanche 18 février 1934 22e journée | Bo 69e |       | 50e Borel · 76e Varglien II | Stadio Filadelfia, Turin 15h00 Arbitre : Bevilacqua |

| dimanche 25 février 1934 23e journée | Juventus    | 1 - 1 | Palerme    | Stadio Benito Mussolini, Turin 15h00 Arbitre : Gianni |
| dimanche 25 février 1934 23e journée | Ferrari 62e |       | 88e Faotto | Stadio Benito Mussolini, Turin 15h00 Arbitre : Gianni |

| dimanche 4 mars 1934 24e journée | Triestina | 0 - 1     | Juventus | Stadio Littorio, Trieste 15h00 Arbitre : Scorzoni |
| dimanche 4 mars 1934 24e journée |           | 50e Borel |          | Stadio Littorio, Trieste 15h00 Arbitre : Scorzoni |

| dimanche 11 mars 1934 25e journée | Juventus                     | 2 - 0 | Naples | Stadio Benito Mussolini, Turin 15h00 Arbitre : Carraro |
| dimanche 11 mars 1934 25e journée | Monti 19e (pen.) · Borel 82e |       |        | Stadio Benito Mussolini, Turin 15h00 Arbitre : Carraro |

| dimanche 18 mars 1934 26e journée | Fiorentina                | 2 - 2 | Juventus                    | Stadio Giovanni Berta, Florence 15h00 Arbitre : Melandri |
| dimanche 18 mars 1934 26e journée | Prendato 17e · Gringa 67e |       | 13e Varglien II · 40e Borel | Stadio Giovanni Berta, Florence 15h00 Arbitre : Melandri |

| jeudi 29 mars 1934 31e journée | Juventus                                                           | 4 - 1 | Bologne     | Stadio Benito Mussolini, Turin 17h00 Arbitre : Mazzarini |
| jeudi 29 mars 1934 31e journée | Varglien II 21e · Orsi 36e (pen.) · Ferrari 57e · Monti 77e (pen.) |       | 25e Fedullo | Stadio Benito Mussolini, Turin 17h00 Arbitre : Mazzarini |

| dimanche 1er avril 1934 27e journée | Juventus | 0 - 0 | Ambrosiana-Inter | Stadio Benito Mussolini, Turin 15h00 Arbitre : Scorzoni |
| dimanche 1er avril 1934 27e journée |          |       |                  | Stadio Benito Mussolini, Turin 15h00 Arbitre : Scorzoni |

| dimanche 8 avril 1934 28e journée | Genova | 0 - 2                       | Juventus | Stade Luigi-Ferraris, Gênes 15h00 Arbitre : Barlassina |
| dimanche 8 avril 1934 28e journée |        | 32e Borel · 73e Varglien II |          | Stade Luigi-Ferraris, Gênes 15h00 Arbitre : Barlassina |

| jeudi 12 avril 1934 33e journée | Juventus                                                 | 5 - 1 | Padoue      | Stadio Benito Mussolini, Turin 15h00 Arbitre : Bevilacqua |
| jeudi 12 avril 1934 33e journée | Ferrari 1re 10e · Borel 22e · Orsi 44e · Sernagiotto 86e |       | 61e Spivach | Stadio Benito Mussolini, Turin 15h00 Arbitre : Bevilacqua |

| dimanche 15 avril 1934 29e journée | Brescia    | 1 - 2 | Juventus                  | Stadio Comunale, Brescia 15h00 Arbitre : Carraro |
| dimanche 15 avril 1934 29e journée | Bianchi 9e |       | 3e Varglien II · 23e Orsi | Stadio Comunale, Brescia 15h00 Arbitre : Carraro |

| dimanche 22 avril 1934 30e journée | Juventus                                     | 4 - 0 | Milan | Stadio Benito Mussolini, Turin 15h30 Arbitre : Ciamberlini |
| dimanche 22 avril 1934 30e journée | Ferrari 5e 10e · Borel 15e · Sernagiotto 49e |       |       | Stadio Benito Mussolini, Turin 15h30 Arbitre : Ciamberlini |

| mercredi 25 avril 1934 34e journée | Pro Vercelli | 0 - 2                         | Juventus | Stadio Leonida Robbiano, Verceil 15h30 Arbitre : Bevilacqua |
| mercredi 25 avril 1934 34e journée |              | 25e Ferrari · 67e Sernagiotto |          | Stadio Leonida Robbiano, Verceil 15h30 Arbitre : Bevilacqua |

| dimanche 29 avril 1934 32e journée | Lazio | 0 - 2                | Juventus | Stadio Nazionale del P.N.F., Rome 15h30 Arbitre : Melandri |
| dimanche 29 avril 1934 32e journée |       | 49e Orsi · 80e Borel |          | Stadio Nazionale del P.N.F., Rome 15h30 Arbitre : Melandri |

#### Classement
|  |    | Classement final 1933-1934 | Pts | MJ | V  | N | D | BP | BC | Dif |
|  | -- | -------------------------- | --- | -- | -- | - | - | -- | -- | --- |
|  | 1. | Juventus                   | 53  | 34 | 23 | 7 | 4 | 88 | 31 | +57 |
|  | 2. | Ambrosiana-Inter           | 49  | 34 | 20 | 9 | 5 | 66 | 24 | +42 |
|  | 3. | Naples                     | 46  | 34 | 19 | 8 | 7 | 46 | 30 | +16 |

| 6e titre La Juventus championne d'Italie de Serie A de 1933-1934 |

### Résultats en coupe d'Europe centrale
- 8e-de-finale

| dimanche 17 juin 1934 Match aller | Juventus                                   | 4 - 2 | Teplice                     | Stadio Benito Mussolini, Turin Arbitre : Iváncsics |
| dimanche 17 juin 1934 Match aller | Borel 29e · Cesarini 38e 42e · Ferrari 58e |       | 6e Haberstroh · 52e Millner | Stadio Benito Mussolini, Turin Arbitre : Iváncsics |

| dimanche 24 juin 1934 Match retour | Teplice | 0 - 1           | Juventus | Teplice 18h20 Arbitre : Beranek |
| dimanche 24 juin 1934 Match retour |         | 15e Varglien II |          | Teplice 18h20 Arbitre : Beranek |

- Quarts-de-finale

| dimanche 1er juillet 1934 Match aller | Újpest    | 1 - 3 | Juventus                    | Megyeri úti stadion, Budapest 18h00 Arbitre : Ženíšek |
| dimanche 1er juillet 1934 Match aller | Szabó 45e |       | 15e Ferrari · 74e 78e Borel | Megyeri úti stadion, Budapest 18h00 Arbitre : Ženíšek |

| dimanche 8 juillet 1934 Match retour | Juventus  | 1 - 1 | Újpest    | Stadio Benito Mussolini, Turin Arbitre : Miesz |
| dimanche 8 juillet 1934 Match retour | Borel 53e |       | 3e Kocsis | Stadio Benito Mussolini, Turin Arbitre : Miesz |

- Demi-finale

| mercredi 25 juillet 1934 Match aller | Admira Vienne                              | 3 - 1 | Juventus | Vienne 18h00 Arbitre : Klug |
| mercredi 25 juillet 1934 Match aller | Vogl 14e · Hahnemann 48e · Humenberger 49e |       | 86e Orsi | Vienne 18h00 Arbitre : Klug |

| dimanche 29 juillet 1934 Match retour | Juventus             | 2 - 1 | Admira Vienne | Stade Luigi-Ferraris, Gênes Arbitre : Iváncsics |
| dimanche 29 juillet 1934 Match retour | Borel 14e · Orsi 32e |       | 87e Vogl      | Stade Luigi-Ferraris, Gênes Arbitre : Iváncsics |

### Matchs amicaux
| dimanche 3 septembre 1933 | Pro Vercelli   | 1 - 1 | Juventus       |  |
| dimanche 3 septembre 1933 | Buteur inconnu |       | Buteur inconnu |  |

| mardi 26 juin 1934 | Moravská Slavia Brno | 0 - 2            | Juventus |  |
| mardi 26 juin 1934 |                      | Buteurs inconnus |          |  |

| mardi 17 juillet 1934 | OGC Nice | 0 - 2            | Juventus |  |
| mardi 17 juillet 1934 |          | Buteurs inconnus |          |  |

## Effectif du club
Effectif des joueurs du Foot-Ball Club Juventus lors de la saison 1933-1934.

## Buteurs
Voici ici les buteurs du Foot-Ball Club Juventus toute compétitions confondues.
| 36 buts - Felice Borel 18 buts - Giovanni Ferrari 10 buts - Renato Cesarini - Raimundo Orsi 9 buts - Giovanni Varglien | 7 buts - Pietro Sernagiotto 4 buts - Luis Monti 2 buts - Teobaldo Depetrini 1 but - Luigi Bertolini - Mario Varglien |